# Danuta Orłowska
Danuta Orłowska ps. Małgorzata (ur. 25 września 1929, zm. 17 sierpnia 2012) – polska działaczka podziemia niepodległościowego w czasie II wojny światowej, członek Szarych Szeregów, uczestniczka powstania warszawskiego, porucznik AK.

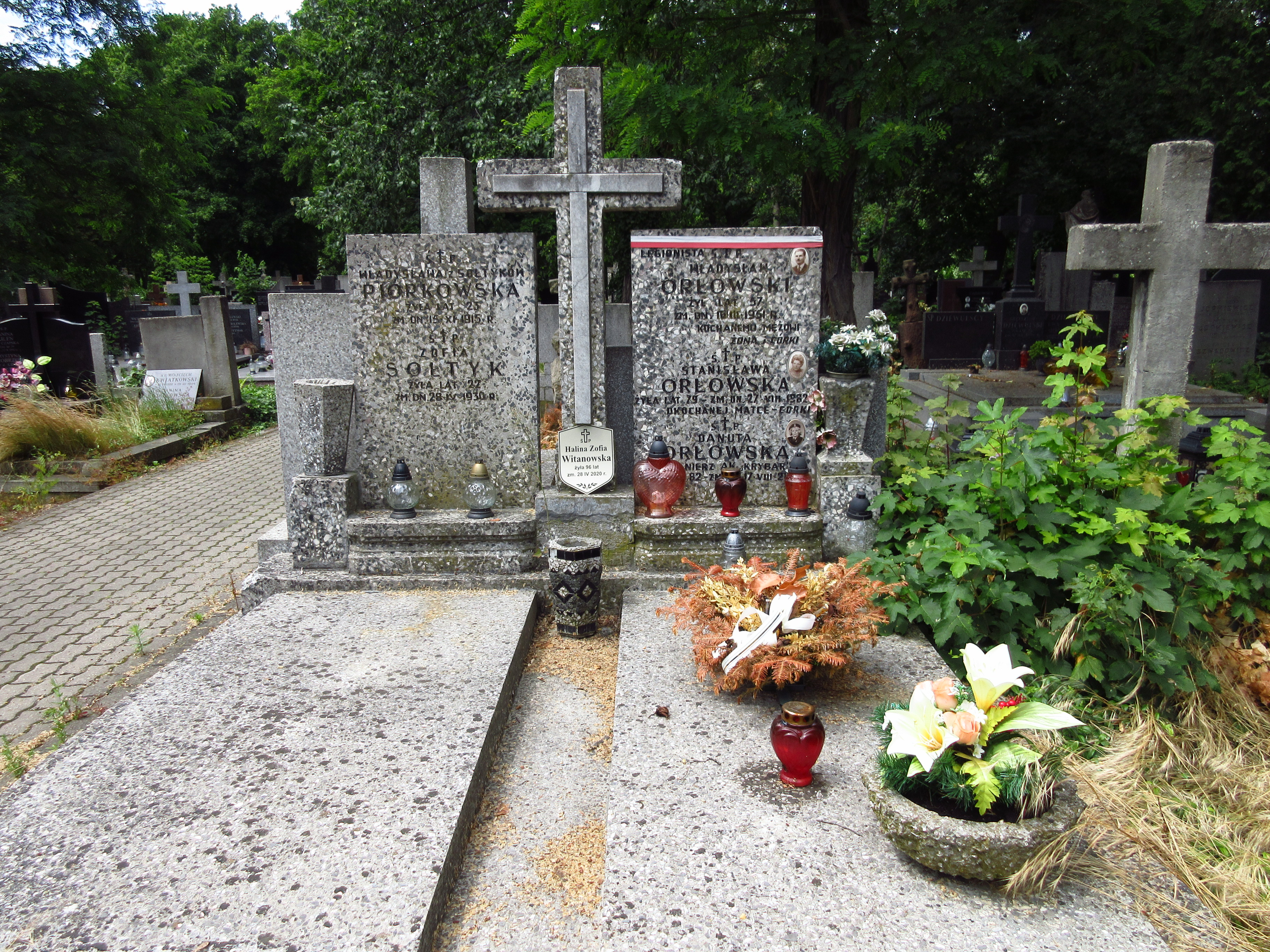
Grób Danuty Orłowskiej na Cmentarzu Bródnowskim.

W czasie II wojny światowej harcerka Szarych Szeregów, w czasie powstania warszawskiego łączniczka Harcerskiej Poczty Polowej w III Zgrupowaniu „Konrad” – Grupa Bojowa „Krybar” – Powiśle. Po kapitulacji powstania wyszła z Warszawy wraz z ludnością cywilną.
Podczas 64. rocznicy powstania warszawskiego została odznaczona przez prezydenta RP Lecha Kaczyńskiego – Krzyżem Kawalerskim Orderu Odrodzenia Polski. W ostatnich latach życia borykała się z problemami lokalowymi w związku z wypowiedzeniem umowy najmu mieszkania przy ul. Dobrej w Warszawie, gdzie mieszkała od 1932 r. Mieszkała tam bez ogrzewania, gazu i ciepłej wody, a ostatecznie została eksmitowana przez władze Warszawy, które dokonały sprzedaży kamienicy prywatnej firmie.
Pochowana 28 sierpnia 2012 r. na cmentarzu Bródnowskim w Warszawie (kwatera 18B-1-2).
Grzegorz Kutermankiewicz zrealizował o niej krótkometrażowy film dokumentalny Łączniczka Danusia wyróżniony na I Ogólnopolskim Festiwalu Filmu Niezależnego „OKNO” w Ełku we wrześniu 2012 r.